# 독일-일본 관계
독일-일본 관계(독일어: Deutsch-japanische Beziehungen, 일본어: 日独関係)는 독일과 일본의 양자 관계를 의미한다. 두 나라의 관계는 호혜적이며, 근대 및 현대 시기부터 공유되는 국가 이익의 영역이 많다.

## 상세

### 일본의 개항
일본이 서양과 교류를 부분적으로 시작할 16세기에 일본은 세계 지도를 통해 독일이 존재를 어렴풋이 알고 있었던 것으로 추정된다. 두 국가는 1861년에 공식적으로 수교하였다. 메이지 유신 이후 탈아입구 정책이 적극적으로 추진되면서 일본은 서양 국가들에 많은 일본 유학생들을 보냈는데, 그 중 상당수의 유학생들이 프로이센 왕국에서 유학을 하였다. 이들은 군사, 의학, 문화, 관료제 등을 배워서 일본의 근대화에 커다란 영향을 주었다.

### 의화단 운동 진압
두 국가는 청나라 말기 북경에 공사관을 운영하며, 의화단 운동 당시 연합군으로 같이 의화단 인원들과 싸웠다. 의화단 운동이 실패하고, 연합군이 승리함에 따라 신축조약에 같이 이름을 올렸다.

### 제1차 세계 대전
그러나 두 국가의 관계가 계속 우호적으로 지속된 것은 아니였다. 제1차 세계 대전이 발생하고, 일본 제국이 독일 제국의 편에 가담한다는 소문이 있었으나, 예상과 달리 일본 제국은 연합국에 서서 독일과 대척하였다.칭다오 전투로 알려져 있는 이 전투의 과정에서 독일 제국의 조차지였던 산둥반도의 칭다오시가 일본의 침략을 받아서 일본의 조차지가 되었다.

### 제2차 세계 대전
제2차 세계 대전에는 반대로, 일본 제국은 나치 독일과 삼국 동맹 조약을 맺고 추축국의 일원으로 연합국에 대항하였다. 일본 제국의 진주만 공격 이후 나치독일과 이탈리아 왕국은 미국에게 선전포고를 하였다. 그러나 태평양 전쟁 중 미드웨이 해전 이후 일본은 점차 패전의 길로 가게 되었으며, 나치독일은 스탈린그라드 전투 이후 패전의 길로 접어들게 된다. 이후 나치독일은 소련의 베를린 점령으로, 일본 제국은 소련의 만주와 한반도, 사할린섬으로 진격과 맞물린 미국의 히로시마·나가사키 원자폭탄 투하로 두 국가 모두 전쟁에서 패배 및 항복을 선언한다.

### 냉전
2차 대전 이후 두 국가는 다른 이유로 패전국 및 전쟁범죄국에서 빠르게 재도약할 수 있었다. 이는 냉전이라는 시대적 갈등에서 비롯되었는데, 미국은 공산주의의 팽창을 막기 위해서 과거에 싸웠던 두 국가와 협력하였다. 독일은 비록 분할되었으나, 서독은 마셜 플랜으로 빠르게 재건할 수 있었다. 일본은 6.25 전쟁의 후방 병참 지원국 역할로 인해 빠르게 재건할 수 있었다. 여기에는 소련이라는 공산주의 세력과 체제경쟁이라는 요소가 숨겨져 있었다. 서독 및 서베를린은 동독의 동베를린과 인접했고, 일본은 극동아시아에서 소련과 매우 인접한 위치에 있었기 때문이다. 브레턴우즈 체제에서 두 국가는 다른 국가들에 비해서 비교적으로 경제 성장을 별다른 문제 없이 할 수 있었고, 이에 대한 불만을 갖고 있었던 미국과 플라자 합의을 체결하게 된다. 이후 일본은 엔고불황에 따른 버블 붕괴을 경험하나, 서독은 실업률 증가와 마르크화 절상을 경험한다.

### 현대
유엔 안전 보장 이사회의 확대에 있어서, 양국은 G4 국가이다. 그 외에도 두 국가는 G7, G20에서 같이 활동하며, 유럽 안보 협력 기구와 북대서양 조약 기구에서 협력한다.

## 같이 보기
- 독일의 대외 관계
- 일본의 대외 관계